# نغوزي
نغوزي (بالإنجليزية: Ngozi)‏ هي مدينة في بوروندي، وهي عاصمة مقاطعة نغوزي.
يبلغ عدد سكانها حوالي 24,932 نسمة.

## أعلام
- بيير نكورونزيزا